# Julia-Niharika Sen

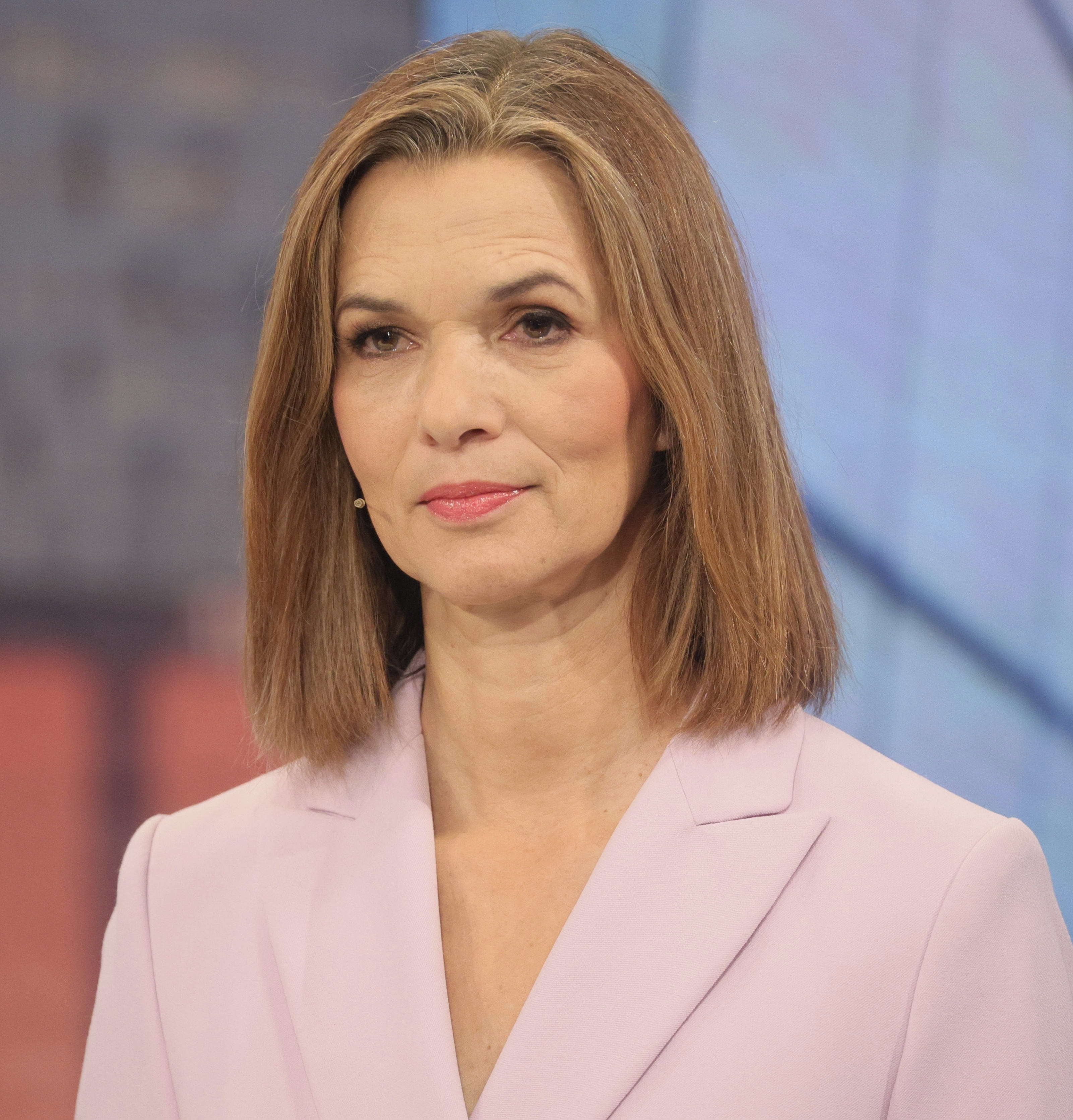
Julia-Niharika Sen (2025)

Julia-Niharika Sen (* 28. April 1967 in Kiel) ist eine deutsche Journalistin und Fernsehmoderatorin.

## Leben und Karriere
Julia-Niharika Sen hat eine deutsche Mutter und einen aus Indien stammenden Vater. Tapan Kumar Sen wanderte 1965 aus Westbengalen kommend in die Bundesrepublik Deutschland ein und engagiert sich für den Kulturaustausch. Außerdem ist er im Vorstand der Deutsch-Indischen Gesellschaft (DIG) in Hamburg. Der zweite Teil ihres Vornamens „Niharika“ (bengalisch নীহারিকা) ist in der bengalischen Sprache in etwa gleichbedeutend mit „Sternennebel“.
Nach ihrem Studium der Anglistik und Romanistik arbeitete Sen als Fernsehjournalistin und Filmemacherin für verschiedene Redaktionen im NDR-Fernsehen. Als Film-Autorin berichtete sie auch aus dem Ausland, u. a. über Kinderarbeit in Indien. 2006 übernahm sie die Moderation des Hamburger Kultur- und Reportagemagazins Rund um den Michel im NDR-Fernsehen. Von 2009 bis 2020 moderierte Julia-Niharika Sen das NDR-Auslandsmagazin Weltbilder. Seit dem 18. Januar 2010 moderiert sie im NDR Fernsehen das Hamburg Journal, die tägliche Hauptnachrichten-Sendung für Hamburg. Das Programm informiert über das öffentliche Geschehen, politische Ereignisse sowie das kulturelle und soziale Leben in der Metropole. Von 2019 bis 2021 präsentierte sie außerdem die Abendausgabe des Nachrichtenmagazins NDR Info.
Für die ARD moderierte sie seit 2009 mehrfach die jährliche Live-Übertragung von Trooping the Colour aus London, früher an der Seite von Rolf Seelmann-Eggebert, heute an der Seite von Leontine von Schmettow. Im September 2022 übernahm Sen im Ersten die Moderation der siebenstündigen Live-Übertragung der Trauerfeier und des Staatsaktes für die verstorbene Queen Elizabeth II. Am 6. Mai 2023 übernahm Sen die Moderation der sechsstündigen Live-Sendung von der Krönung Charles III.
Seit April 2018 gehört Julia-Niharika Sen zum Moderatorenteam von ARD-aktuell. Von 2018 bis 2022 moderierte sie das Nachtmagazin der ARD, nachdem sie im Januar 2018 vertretungsweise bei tagesschau24 moderierte. Im September 2020 wurde bekannt, dass sie, wie auch Constantin Schreiber, künftig zum Sprecherteam der 20-Uhr-Ausgabe der Tagesschau gehören werde. Erstmals las sie am 11. Januar 2021 die Hauptausgabe um 20 Uhr. Am selben Abend las Sen zudem erstmals die Nachrichten in den Tagesthemen. Hinzu kommen vertretungsweise Moderationen der Tagesthemen und des ARD-Mittagsmagazins. Am 8. Januar 2024 wurde bekannt, dass Sen künftig die Moderationsvertretung in den Tagesthemen während der Elternzeit von Aline Abboud übernimmt. Abboud vertrat die beiden Tagesthemen-Hauptmoderatoren Ingo Zamperoni und Jessy Wellmer. Sen teilt sich die Tagesthemen-Vertretung mit Helge Fuhst.
Seit 2009 führt sie durch die jährliche Verleihung des „Bertini-Preises“ (benannt nach dem Roman von Ralph Giordano), der für Zivilcourage und gegen das Vergessen der Verbrechen der Nationalsozialisten verliehen wird. 2011 und in den Folgejahren moderierte sie den Hamburger Presseball im Hotel Atlantic, auf dem jedes Jahr der Erich-Klabunde-Preis an herausragende Journalisten vergeben wird. Am 1. September 2022 wurde Sen in der Rubrik Sagen Sie jetzt nichts – Interview ohne Worte des SZ-Magazins gestisch porträtiert.

## Privates
Julia-Niharika Sen lebt mit ihrem Lebensgefährten in Hamburg. Sie ist Mutter einer Tochter (* 1987) und eines Sohnes (* 1989). Sen ist Mitbegründerin des Vereins „Freundeskreis Tara for Children e. V.“, der stark benachteiligte Frauen und Kinder in Indien in lokalen Hilfs- und Schulprojekten unterstützt.

## Fernsehmoderationen

### Derzeitige Moderationen
| Einstieg        | Sendung                                     |
| --------------- | ------------------------------------------- |
| 2010            | Hamburg Journal (NDR)                       |
|                 | NDR Info (NDR)                              |
| 14. April 2018  | Tagesschau (ARD)                            |
| 11. Januar 2021 | Hauptausgabe der Tagesschau um 20 Uhr (ARD) |
| 11. Januar 2021 | Nachrichtenblock Tagesthemen (ARD)          |
| 21. Juli 2021   | Vertretungsmoderatorin Tagesthemen (ARD)    |

### Ehemalige/Einmalige Moderationen
| Einstieg        | Ausstieg         | Sendung                               |
| --------------- | ---------------- | ------------------------------------- |
| 2004            | 2005             | Azur (NDR)                            |
| 2006            | 2010             | Rund um den Michel (NDR)              |
| 2008            | 2009             | Dokureihe Naturnah (NDR)              |
| 2009            | Dez. 2020        | Weltbilder (NDR)                      |
| 18. Januar 2018 | 5. November 2023 | Tagesschau-Nachrichten (tagesschau24) |
| 19. Juli 2018   | 2022             | Nachtmagazin (ARD)                    |
| 24. Juli 2023   | 24. Juli 2023    | Vertretung ARD-Mittagsmagazin (ARD)   |

### Reporterin und Filmautorin
- seit 1999 für verschiedene NDR-Fernsehformate und Redaktionen, im In- und Ausland, u. a. für die Weltbilder